# 春日市立春日原小学校
春日市立春日原小学校（かすがしりつ かすがばるしょうがっこう）は、福岡県春日市春日原南町四丁目にある公立小学校。通称は「ばるしょう」。春日原小学校→春日野中学校は県内でも有数の教育校区。

## 沿革
- 1960年 - 春日町春日東小学校春日原分校として開校（4年生まで6学級）
- 1961年 - 春日町春日原小学校創立（11学級）

春日原小学校父母教師会発足、PTA新聞「若くさ」創刊
校旗・校歌制定
- 1962年 - 木造新校舎落成
- 1963年 - 研究発表会「小集団学習」
- 1964年 - 県教委から研究委嘱を受ける「学習効果を高める集団学習の実証的研究」
- 1965年 - 体育館完成、県図工展学校賞
- 1966年 - 鉄筋本館完成

県委嘱研究発表会「学習効果を高める集団学習の実証的研究」
- 1967年 - プール完成、学習研究社から教育賞
- 1969年 - 研究発表会「創造的思考を高める集団学習指導の実証的研究」
- 1971年 - 福岡地区理科教育協議会研究発表会
- 1972年 - 校内テレビ放送開始、県音楽コンクール優秀賞

ミニバスケット県大会（男子優勝、女子2位）
- 1973年 - 県音楽コンクール優秀賞
- 1974年 - 増築3教室完成、県音楽コンクール優秀賞
- 1976年 - 作文コンクール学校努力賞
- 1977年 - 作文コンクール学校努力賞、市給食研究会、プール改修
- 1978年 - 県算数教育研究協議会研究発表会
- 1979年 - セメント彫塑建立
- 1980年 - 創立20周年実行委員会発足、教育の森・藤棚教室完成、砂遊び場設置
- 1981年 - 創立20周年記念式典、ナイター設備完成

福岡地区図工科教育研究発表会
- 1982年 - 全教室カラーテレビ設置、特別教室3教室新築

研究発表会「楽しさ、豊かさをつくりだす算数科学習指導」
- 1983年 - 資料・印刷室新築、調理員室増築
- 1984年 - プレハブ音楽教室新築
- 1985年 - 体育館内装全面改修
- 1986年 - 春日市給食研究会、県算数教育研究協議会研究発表会

花いっぱいコンクール努力賞
- 1987年 - プレハブ教室新築、アスベスト天井張り替え、職員室拡張
- 1988年 - プレハブ教室新築、一人一鉢運動始まる

県教委研究指定・委嘱発表会「数理に親しむ子どもを育てる算数科学習指導」
- 1989年 - プール改装、校舎全面改装、創立30周年実行委貝会発足

県家庭科教育研究協議会研究発表会
- 1990年 - 第45回国体「とびうめ国体」参加

創立30周年記念事業（アスレチック記念樹、記念碑設置、式典・祝賀会平成3年2月2日）
校旗製作、正門付近植樹帯設置、プレハブ教室撤去
- 1991年 - 春日野小開校により分離（12学級となる）

花いっぱいコンクール　努力賞（春）、優秀賞（秋）
算数科研究自主発表会「算数のよさを味わう子どもを育てる算数科学習指導」
- 1992年 - 飼育舎増築、給食室拡張、週五日制実施（9月12日から）
- 1993年 - 体育館改築、プール増改築、パソコン教室新設、野草園新設
- 1994年 - 放送室改修、全数室テレビ新設、木製アスレチック新設、百葉箱新設
- 1995年 - 図書室拡張と机・椅子新規入替え、屋外掲示板改修、花壇設置

福岡地区小学校算数教育研究大会開催
- 2000年 - 多目的ホール（夢ホール）完成

創立40周年記念事業（タイムカプセル）
- 2001年 - 全国特別活動研究大会開催
- 2004年 - 福岡地区算数教育研究大会開催
- 2005年 - プレハブ校舎（図書室・会議室）建設
- 2007年 - 体育館・屋上プール新築

春日原小学校コミュニティースクール始動
- 2009年 - プレハブ校舎→新校舎完成（2月）

たてわり活動プロジェクト
- 2010年 - 創立50周年記念式典

## 行事
2011年度　年間行事 
- 4月 始業式、入学式、家庭訪問
- 5月 たてわり結団式、運動会
- 6月 プール開き、たてわりポイントラリー、観劇会
- 7月 自然教室
- 10月 前期終業式、後期始業式、原っ子まつり
- 11月 修学旅行、マラソン大会
- 1月 全校たてわり挨拶、コミュニティ・スクール報告会
- 3月 お別れ集会、たてわり解団式、修了式、卒業式

## 学校周辺
- 春日市役所
- 県営春日公園野球場
- JR春日駅
- 西鉄春日原駅
- 春日原南地区公民館
- 春日公園

## その他
- 青少年赤十字（JRC）に加盟している。

## 著名な出身者
- 相川英輔（作家）
- 栗山かなえ（クラリネット奏者）